# LXXVIII Corpo de Exército (Alemanha)
O LXXVIII Corpo de Exército (em alemão:LXXVIII. Armeekorps) foi um Corpo de Exército alemão que operou durante a Segunda Guerra Mundial.

## Comandantes
| Comandante                | Data                                    |
| ------------------------- | --------------------------------------- |
| Generalmajor Oswin Grolig | ? de março de 1944 - 25 de maio de 1944 |

## Área de operações
| Frente Oriental, setor sul | de março de 1944 - maio de 1944 |